# Попов, Михаил Андрианович
Михаил Андрианович Попов (17 ноября 1898 года, деревня Жуково, Осташковский уезд, Тверская губерния — 2 января 1963 года, Москва) — советский военачальник. Генерал-майор (4.06.1940).

## Начальная биография
Михаил Андрианович Попов родился 17 ноября 1898 года в деревне Жуково ныне Осташковского района Тверской области. Из крестьян.

## Военная служба

### Первая мировая и гражданская войны
В феврале 1917 года был призван в ряды Русской императорской армии. Служил в 295-м запасном стрелковом полку (Гдов), в котором окончил учебную пулемётную команду и стал ефрейтором. После её окончания был направлен в Ямбургский 435-й пехотный полк на Северный фронт, где находясь на должности наводчика пулемёта принимал участие в боевых действиях первой мировой войны. Произведён в чин младшего унтер-офицера.
В декабре 1917 года Попов вступил в красногвардейский отряд под командованием Р. Ф. Сиверса, после чего принимал участие в боевых действиях на Северо-Донецком фронте против отрядов генерала А. М. Каледина.
В октябре 1918 года был призван в ряды Красной Армии и направлен в 10-й Московский полк (в январе 1920 года преобразованный в 457-й стрелковый), после чего участвовал в боевых действиях на Восточном и Южном фронтах против войск адмирала А. В. Колчака и генерала П. Н. Врангеля, находясь на должностях командира отделения, взвода и начальника пулемётной команды. В августе 1920 года был ранен.

### Межвоенное время
В июне 1922 года был направлен в 153-й стрелковый полк (Украинский военный округ), где служил на должностях начальника пулемётной команды и командира пулемётной роты.
После окончания Стрелково-тактических курсов «Выстрел» в октябре 1930 года был назначен на должность руководителя по стрелково-пулемётному делу Киевской артиллерийской школы.
В апреле 1931 года был направлен на учёбу в Военную академию РККА имени М. В. Фрунзе, а затем — на восточный факультет этой же академии. После окончания учёбы в январе 1935 года Попов был назначен на должность помощника начальника отделения 2-го отдела Разведывательного управления Штаба РККА, в июле того же года — на должность начальника штаба, затем — на должность командира 61-го стрелкового полка (ОКДВА), в октябре 1937 года — на должность помощника командира 35-й стрелковой дивизии (2-я отдельная Краснознамённая армия), а с октября 1938 года временно исполнял должность командира этой же дивизии.
В июле 1939 года был назначен на должность командира 12-й стрелковой дивизии, однако с марта 1941 года находился в распоряжении Главного управления кадров НКО и 26 апреля того же года был назначен на должность коменданта Карельского укреплённого района (Ленинградский военный округ).

### Великая Отечественная война
С началом войны находился на прежней должности. С августа 1941 года исполнял должность помощника командующего 23-й армией по укреплённым районам.
С мая 1942 года исполнял должность заместителя командующего 23-й армией и одновременно был назначен на должность коменданта 22-го укреплённого района, с октября того же года исполнял должность командующего войсками внутренней обороны Ленинграда. За организацию прочной обороны северо-западных подступов к городу Попов был награждён орденом Красного Знамени.
В ноябре 1943 года был назначен на должность командира 110-го стрелкового корпуса. С января 1944 года состоял в распоряжении Военного совета Белорусского фронта и в феврале того же года был назначен на должность командира 9-го гвардейского стрелкового корпуса, участвовавшего в боевых действиях во время Полесской, Белорусской, Минской и Люблин-Брестской наступательных операций. В июле того же года за допущенные просчеты и потерю управления корпусом Попов был снят с занимаемой должности «как не справившийся» и назначен на должность заместителя командира 125-го стрелкового корпуса.
В октябре 1944 года был тяжело ранен и направлен в госпиталь. После излечения с января 1945 года исполнял должность заместителя командира 16-го стрелкового корпуса и одновременно с 20 февраля по 28 марта того же года командовал 222-й стрелковой дивизией. Корпус принимал участие в ходе Варшавско-Познанской, Восточно-Померанской и Берлинской наступательных операций, за что Попов был награждён орденом Суворова 2-й степени.

### Послевоенная карьера
После окончания войны находился на прежней должности.
В июле 1945 года был назначен на должность заместителя командира 108-го стрелкового корпуса (Группа советских войск в Германии), в феврале 1946 года — на должность заместителя командира 6-го стрелкового корпуса (Северокавказский военный округ), а в октябре того же года — на должность начальника курса 3-го (разведывательного) факультета в Военной академии имени М. В. Фрунзе.
Генерал-майор Михаил Андрианович Попов в сентябре 1953 года уволен в запас. Умер 2 января 1963 года в Москве.

## Награды
- Орден Ленина (21.02.1945),
- Три ордена Красного Знамени (10.02.1943, 3.11.1944, …);
- Орден Суворова 2-й степени (6.04.1945);
- Медаль «За оборону Ленинграда»;
- Медаль «За взятие Берлина»;
- Медаль «За освобождение Варшавы»;
- Ряд других медалей СССР;
- Иностранный орден.